# Saussignac
Saussignac ist eine französische Gemeinde mit 412 Einwohnern (Stand 1. Januar 2022) im Département Dordogne in der Region Nouvelle-Aquitaine (vor 2016: Aquitanien). Sie gehört zum Arrondissement Bergerac und zum Kanton Sud-Bergeracois.
Der Name in der okzitanischen Sprache lautet Saussinhac. Mehrere Theorien drehen sich um seine Herkunft. Er könnte von einem Landgut stammen, das in gallorömischer Zeit einem „Celsinius“ gehörte. Eine andere Erklärung ist die Ableitung des lateinischen Ausdrucks „Saracenorum ignis“ (deutsch Feuer der Sarazenen).
Die Einwohner werden Saussignacois und Saussignacoises genannt.

## Geographie
Saussignac liegt ca. 15 km südwestlich von Bergerac in dessen Einzugsbereich (Aire urbaine) im Gebiet Bergeracois der historischen Provinz Périgord am südwestlichen Rand des Départements.
Umgeben wird Saussignac von den vier Nachbargemeinden:
|                     | Gardonne                                    |                    |
| Razac-de-Saussignac | Kompassrose, die auf Nachbargemeinden zeigt | Gageac-et-Rouillac |
|                     | Monestier                                   |                    |

Saussignac liegt in dem Einzugsgebiet des Flusses Dordogne.
Nebenflüsse des Seignal bewässern das Gebiet der Gemeinde,
- der Ruisseau de la Malaise und
- der Moiron, der in Saussignac entspringt, zusammen mit seinem Nebenfluss,
  - dem Marmant, der an seinem Oberlauf auch Ruisseau des Gouttes genannt wird.[4]

## Geschichte
Wie bei vielen Dörfern des Périgords war es eine gallorömische Villa, von der sich Saussignac entwickelte, wie ihre Überbleibsel belegen. Im Mittelalter gehörte das aufblühende Dorf der Seigneurie von Bergerac und die Pfarrkirche zur Abbaye aux Dames Saintes in Saintes. Im Jahre 1286 schenkte die Marguerite Rudel, Adelsdame aus Bergerac, das Dorf mit seiner Gerichtsbarkeit einem Mitglied der Adelsfamilie d’Estissac. Die Pfarrgemeinde bestand seit dem 11. Jahrhundert. Am Ende des 18. Jahrhunderts wurde das Gebiet zum Baronat erhoben und umfasste dann vier Pfarrgemeinden, Saussignac, Razac, Monestier und Sainte-Croix. Im 19. Jahrhundert wurde die Pfarrgemeinde von Razac mit der von Saussignac vereinigt. Die Gemeinde Razac wurde 1836 von Saussignac unabhängig.

## Einwohnerentwicklung
Nach Beginn der Aufzeichnungen stieg die Einwohnerzahl bis zur ersten Hälfte des 19. Jahrhunderts auf einen Höchststand von rund 1370. Nach der Abspaltung von Razac-de-Saussignac im Jahre 1836 verlor die Gemeinde über die Hälfte seiner Größe. In der Folgezeit schwankte die Zahl der Bewohner ungefähr zwischen 400 und 450 Einwohnern.
| Jahr      | 1962 | 1968 | 1975 | 1982 | 1990 | 1999 | 2006 | 2011 | 2022 |
| --------- | ---- | ---- | ---- | ---- | ---- | ---- | ---- | ---- | ---- |
| Einwohner | 451  | 476  | 432  | 399  | 378  | 411  | 409  | 423  | 412  |

## Sehenswürdigkeiten

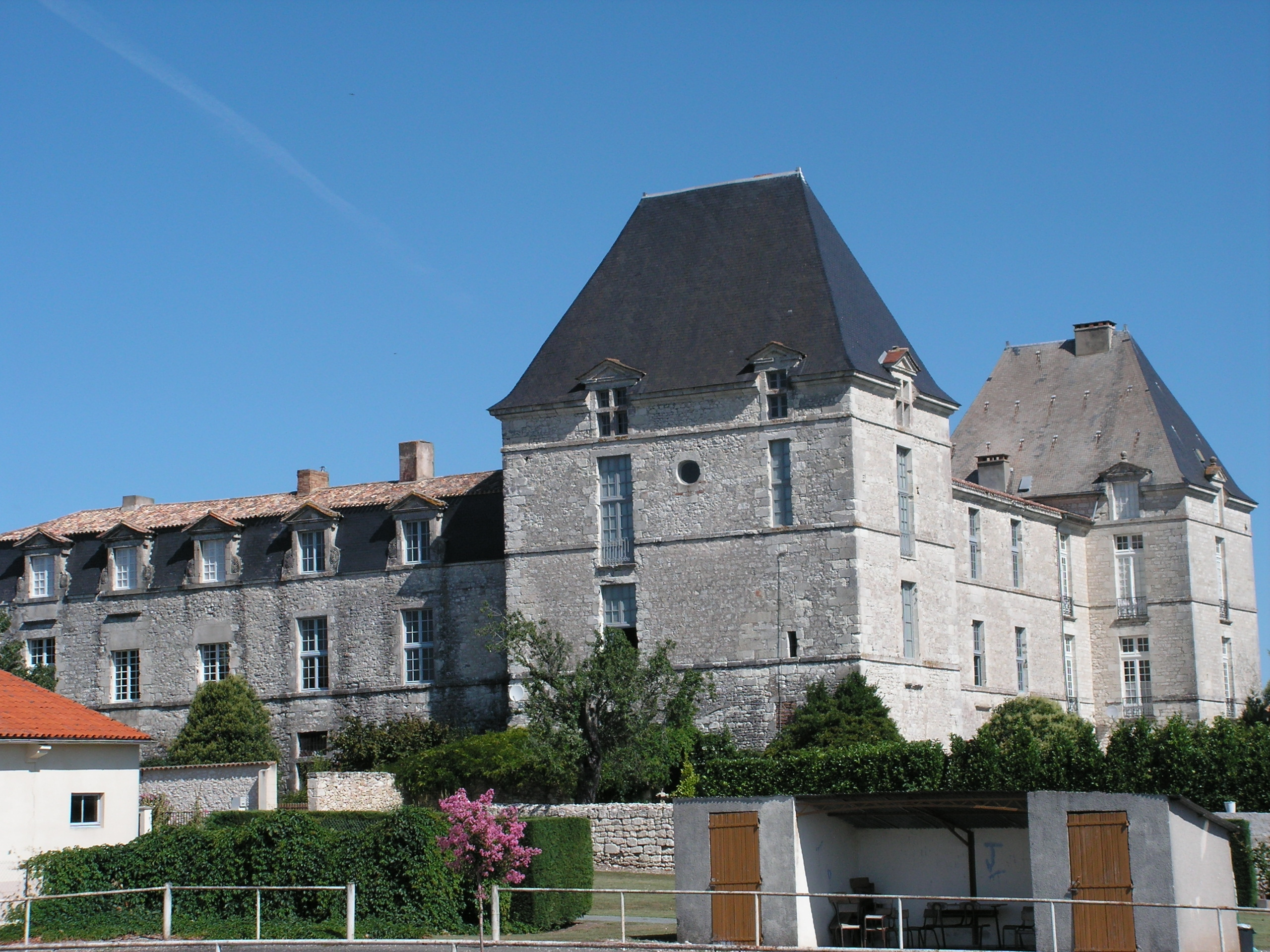
Schloss Saussignac

- Pfarrkirche Saint-Martin, neugotischer Neubau aus dem 19. Jahrhunderts als Ersatz für eine Vorgängerkirche, die im 11. Jahrhundert erstmals erwähnt worden war
- Schloss Saussignac aus dem 17. Jahrhundert
- Schloss Fayolle aus dem 17. Jahrhundert auf Fundamenten des 15. Jahrhunderts errichtet
- Schloss Lenvège aus dem 13. Jahrhundert
- Herrenhaus La Mongie aus dem 16. Jahrhundert
- Herrenhaus Les Reclauds aus dem 16. Jahrhundert

## Wirtschaft und Infrastruktur
Saussignac liegt in den Zonen AOC des Bergerac mit den Appellationen Bergerac (blanc, rosé, rouge), Côtes de Bergerac (blanc, rouge) und des Saussignac, einem Dessertwein.

### Bildung
Die Gemeinde verfügt über eine öffentliche Vor- und Grundschule mit 41 Schülerinnen und Schülern im Schuljahr 2018/2019.

### Verkehr
Saussignac ist erreichbar über die Routes départementales 4 und 14.